# ORCO
Orco Property Group je developerskou společností operující ve střední a východní Evropě se sídlem v Lucemburku. Pracuje v oblasti výstavby, prodeje a správy realit v hotelnictví. V roce 2007 jmění společnosti dosahovalo ceny 1,3 miliardy EUR,[zdroj?] společnost je obchodována na burze EURONEXT v Paříži a na burzách cenných papírů v Praze, Budapešti a Varšavě.[zdroj?]
Firmu založil Jean-François Ott.

## Portfolio
- IPB Real
- MaMaison Hotels & Apartmensts
- Viterra Development
- GEwerbesiedlungs-Gesellschaft mbH
- Orco Real Estate